# Neocsikia
Neocsikia is een geslacht van kevers uit de familie  
kniptorren (Elateridae).
Het geslacht is voor het eerst wetenschappelijk beschreven in 1972 door Ôhira & Becker.

## Soorten
Het geslacht omvat de volgende soorten:
- Neocsikia krishna Suzuki, 1982
- Neocsikia nepalensis Ôhira & Becker, 1972